# Антоненко Олексій Панасович
Олексі́й Пана́сович Анто́ненко (1911, с. Волосківці, Сосницький повіт, Чернігівщина — 1978) — український бандурист, земляк кобзаря Т. М. Пархоменка з чернігівського Полісся.

## Життєпис
З юних літ полюбив пісні і музику. Сам виготовляв кобзи і був гарним виконавцем народних пісень. На сінокосі чи на інших масових роботах у колгоспі був з кобзою, яка стала невід'ємною частиною життя односельців. Брав участь у самодіяльності, виступав у клубі під час 100-літнього ювілею Терешка Пархоменка, якому був родичем. Грав і на весіллях.